# MG Cyberster
MG Cyberster — це електричний родстер, який SAIC Motor виробляє під маркою MG з 2023 року. Автомобіль був представлений як  концепт-кар у 2021 році. У 2024 році MG випустила концептуальну версію 2-дверного купе під назвою Cyber GTS. 

## Огляд

### Концепт автомобіля
Концепт-кар MG Cyberster було представлено на фотографіях 30 березня 2021 року , а потім представлено на автосалоні в Шанхаї 19 квітня. Він мав бути представлений у 2020 році, але через пандемію COVID-19 презентацію відклали. 
Cyberster отримав задні ліхтарі з зображенням прапора Великої Британії  та інтерактивні фари «Чарівне око», які висуваються, коли їх увімкнути.  Він оснащений електричним приводом і має радіус дії 800 км. 

MG Cyberster — це концепт електромобіля в «ігровому стилі», натхненний легендарним родстером MGB 60-х років. Концепт Cyberster вперше показали на автосалоні в Шанхаї у 2021 році. Він був представлений на 38-му Motor Expo в грудні 2021 року. 

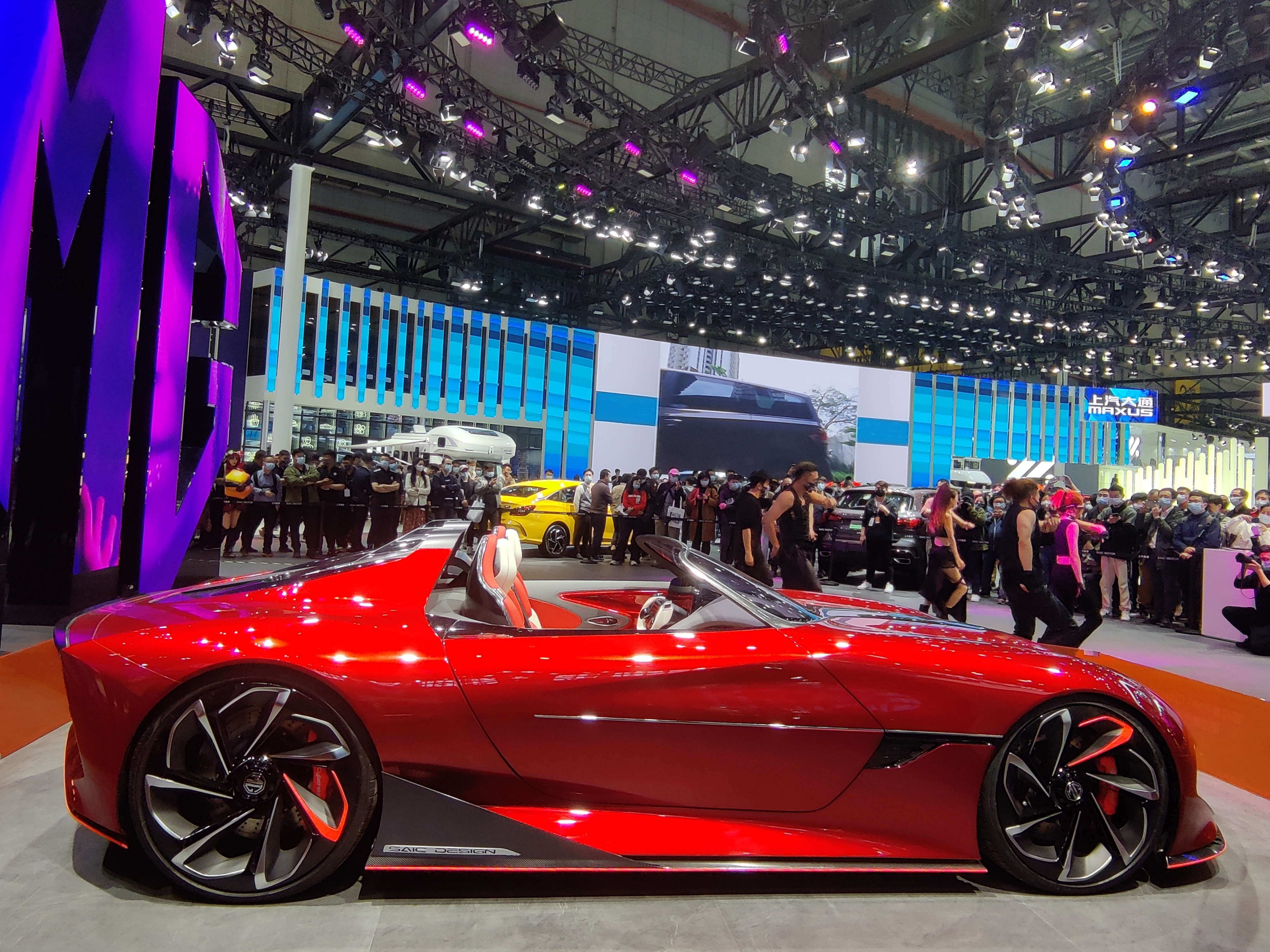
Прототип MG Cyberster на автосалоні в Шанхаї 2021 року
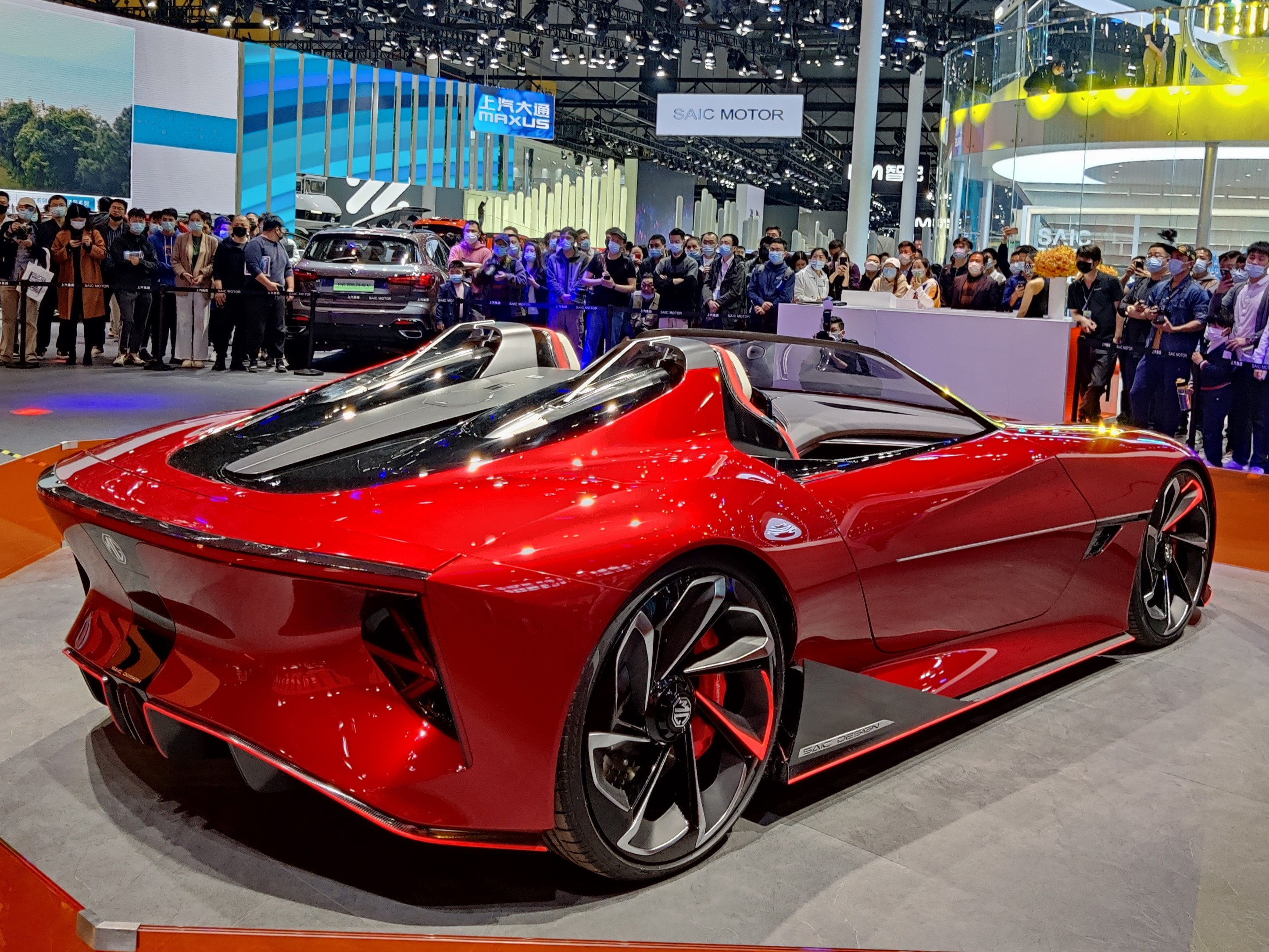
Вид ззаду

### Виробнича модель
У квітні 2023 року британській пресі було представлено передсерійну версію серійного автомобіля, на якій видно, що висувні фари та двері, які піднімаються замінені звичайними.    MG також опублікував відеоінтерв’ю з Карлом Готемом, директором із вдосконаленого дизайну SAIC Motor UK, у якому обговорюється філософія дизайну автомобіля. 
Червоний передсерійний автомобіль з правим кермом і червона модель з лівим кермом (також передсерійна, але з невеликими відмінностями, як-от дверні ручки), дебютували світовій публіці на Гудвудському фестивалі швидкості з 13 по 16 липня 2023. 
Фотографії серійного інтер’єру були опубліковані MG у Китаї в липні 2023 року.  Специфікації були деталізовані в серпні 2023 року. Cyberster базується на модульній масштабованій платформі з двома варіантами трансмісії. Найпотужніша версія використовує систему повного приводу з двома двигунами, виробляючи 536 к.с. і 725 Нм крутного моменту. Він оснащений батареєю ємністю 77 кВт/год з номінальним діапазоном 580 км. MG заявляє про показник 0-100 км/год - 3,2 секунди.  Полегшена версія із заднім приводом буде пропонуватися з меншою батареєю на 64 кВт/год і  вихідною потужністю 310 к.с. 

Cyberster буде оснащений динаміками під брендом Bose та інформаційно-розважальною системою на основі чіпа Qualcomm Snapdragon 8155 і графічного двигуна Unreal Engine 4 . 

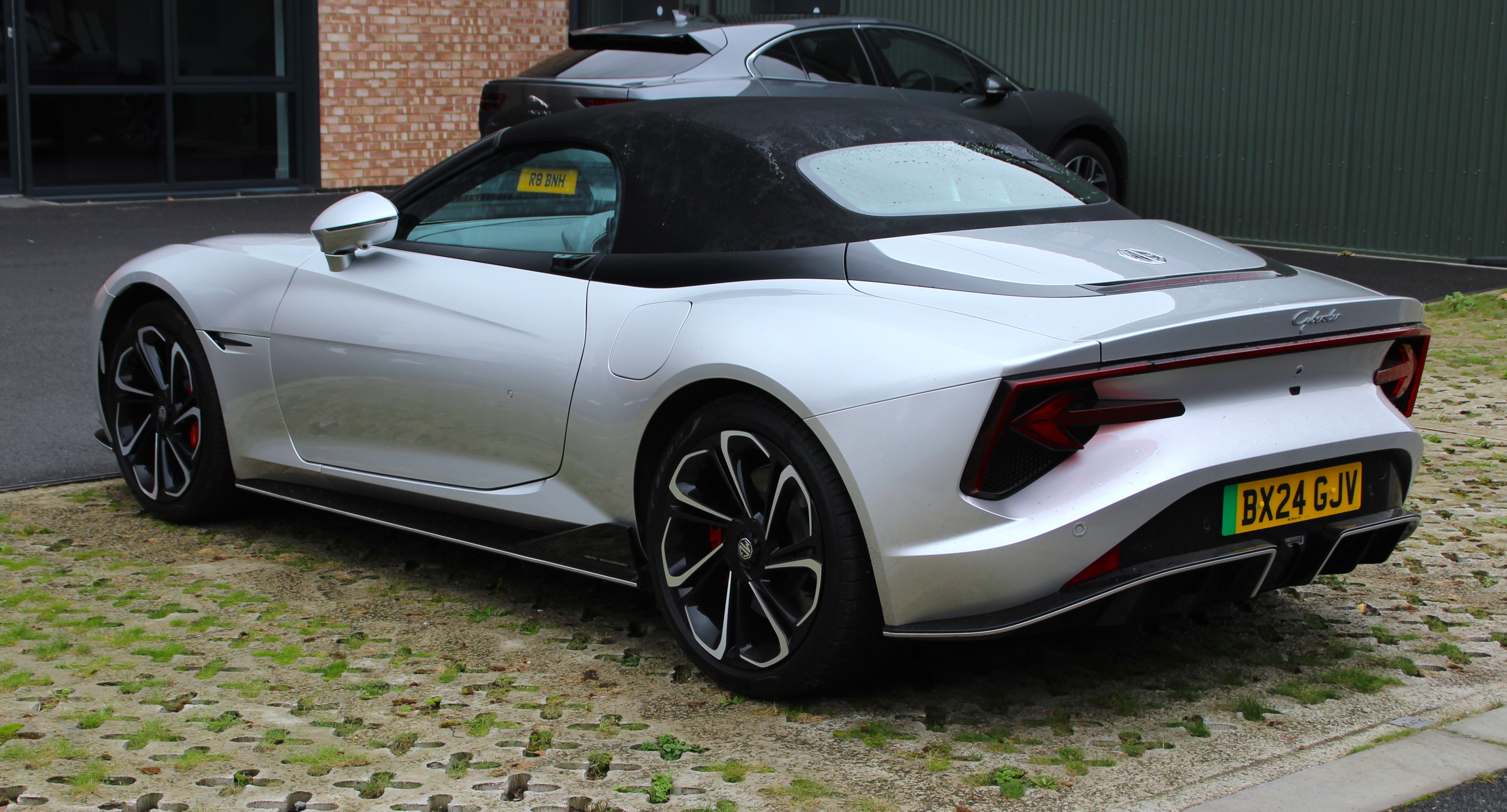
Вид ззаду
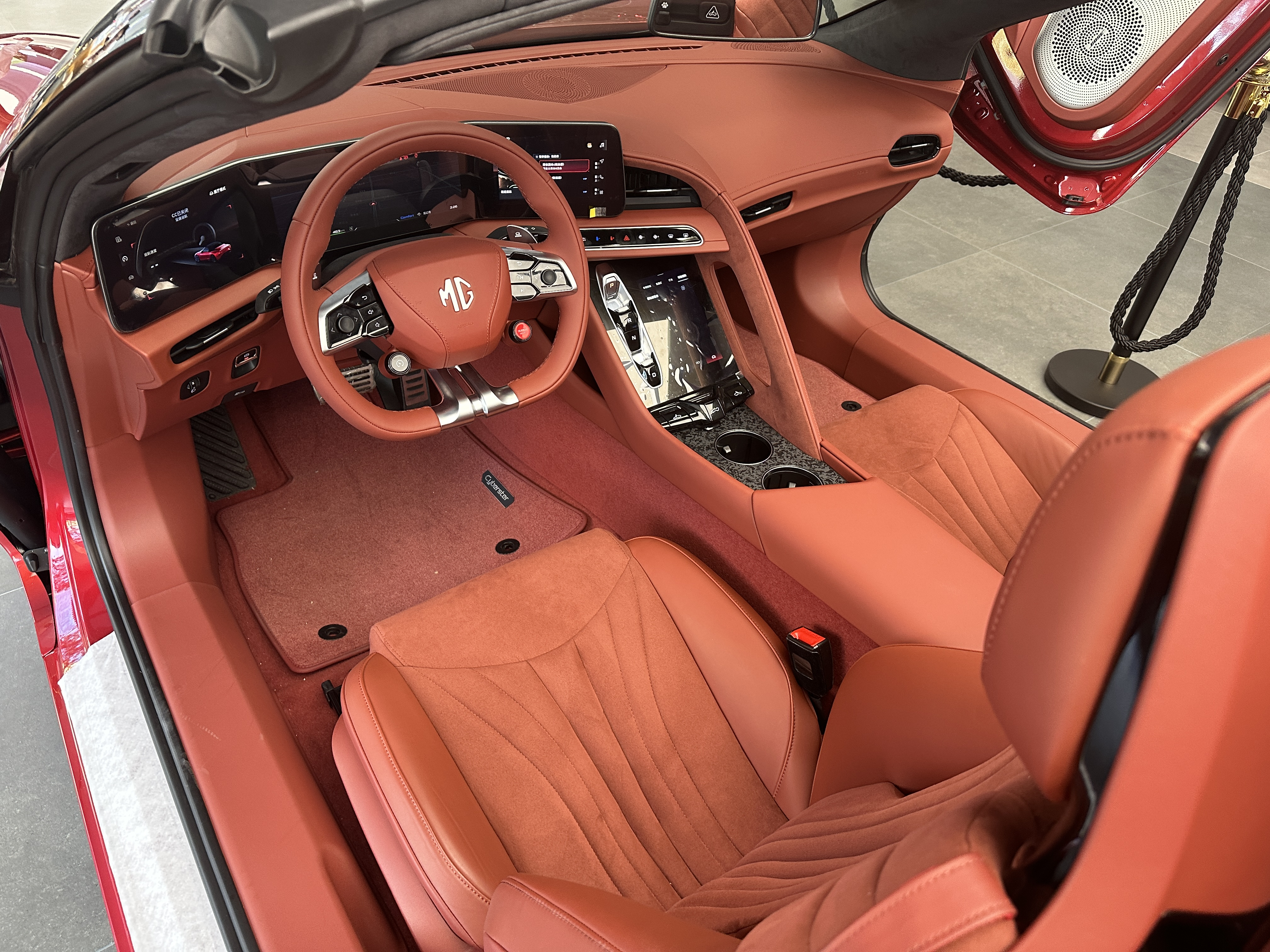
Інтер'єр

## Силовий агрегат
| Акумулятор | Привід | Роки         | потужність         | Крутний момент | 0-100 км/год | Максимальна швидкість |
| ---------- | ------ | ------------ | ------------------ | -------------- | ------------ | --------------------- |
| 64 кВт/год | Задній | 2023–дотепер | 231 кВт (310 к.с.) | 475 Нм         | 4,9 с        | 193 км/год            |
| 77 кВт/год | Задній | 2023–дотепер | 250 кВт (340 к.с)  | 475 Нм         | 4,9 с        | 195 км/год            |
| 77 кВт/год | Повний | 2023–дотепер | 400 кВт (536 к.с.) | 725 Нм         | 3,2 с        | 200 км/год            |